# Botanic Gardens Conservation International
Il Botanic Gardens Conservation International è un'associazione britannica fondata nel 1987 che si occupa della conservazione di orti e giardini botanici.

## Storia
Venne fondata nel 1987 come organo ancillare dell'Unione Internazionale per la Conservazione della Natura e rappresenta più di 700 membri, soprattutto orti e giardini botanici di 118 paesi. È un'associazione benefica (charity) con sede a Kew, un quartiere di Londra, ed è sostenuta sia dai Kew Gardens che dal Giardino botanico reale di Edimburgo.
Il Patrono del B.G.C.I. è Carlo, principe di Galles. L'associazione ha progetti attivi in diversi paesi, ma opera soprattutto in Argentina, Cina, Giappone, Medioriente, Nord America e Russia.

## Obiettivi
L'associazione si impegna per lo sviluppo della Global Strategy for Plant Conservation a livello sia globale che locale, secondo quanto stabilito dalla Convenzione sulla diversità biologica nel 2002, e sta cercando di costruire la più grande rete mondiale per la conservazione delle piante. Per questi scopi coordina e promuove le attività degli orti botanici membri.

## Elenco dei membri

### Italiani
- Orto Botanico dell'Università La Sapienza, Roma
- Giardino Botanico “Lorenzo Rota”,  Bergamo
- Dipartimento di Botanica, Catania
- Giardino Tropicale, Firenze
- Giardino dei Semplici, Firenze
- Orto botanico dell'Università di Lecce
- Giardini di Castel Trauttmansdorff, Merano
- Orto botanico dell'Università di Modena
- Orto botanico dell'Università di Napoli
- Orto botanico dell'Università di Padova
- Istituto e Orto botanico dell'Università di Parma
- Orto botanico, Perugia
- Orto botanico dell'Università della Puglia
- Orto botanico, Siena
- Giardino Botanico Alpino alle Viotte Di M. Bondone, Trento
- Giardini botanici Hanbury, Imperia